# بيليبرون (باد كاليه)
بيليبرون، باد كاليه (بالفرنسية: Bellebrune)‏ هي بلدية تقع في إقليم باد كاليه من منطقة نور با دو كاليه في شمال فرنسا. تبلغ مساحة هذه المدينة 5.32 (كم²)، وترتفع عن سطح البحر 86 م، يبلغ عدد سكانها 342 نسمة حسب إحصاء المعهد الوطني للإحصاء والدراسات الاقتصادية سنة 2009 م. وترأس Brigitte De Premont البلدية خلال فترة (2008-2014).